# Maschinenbuch

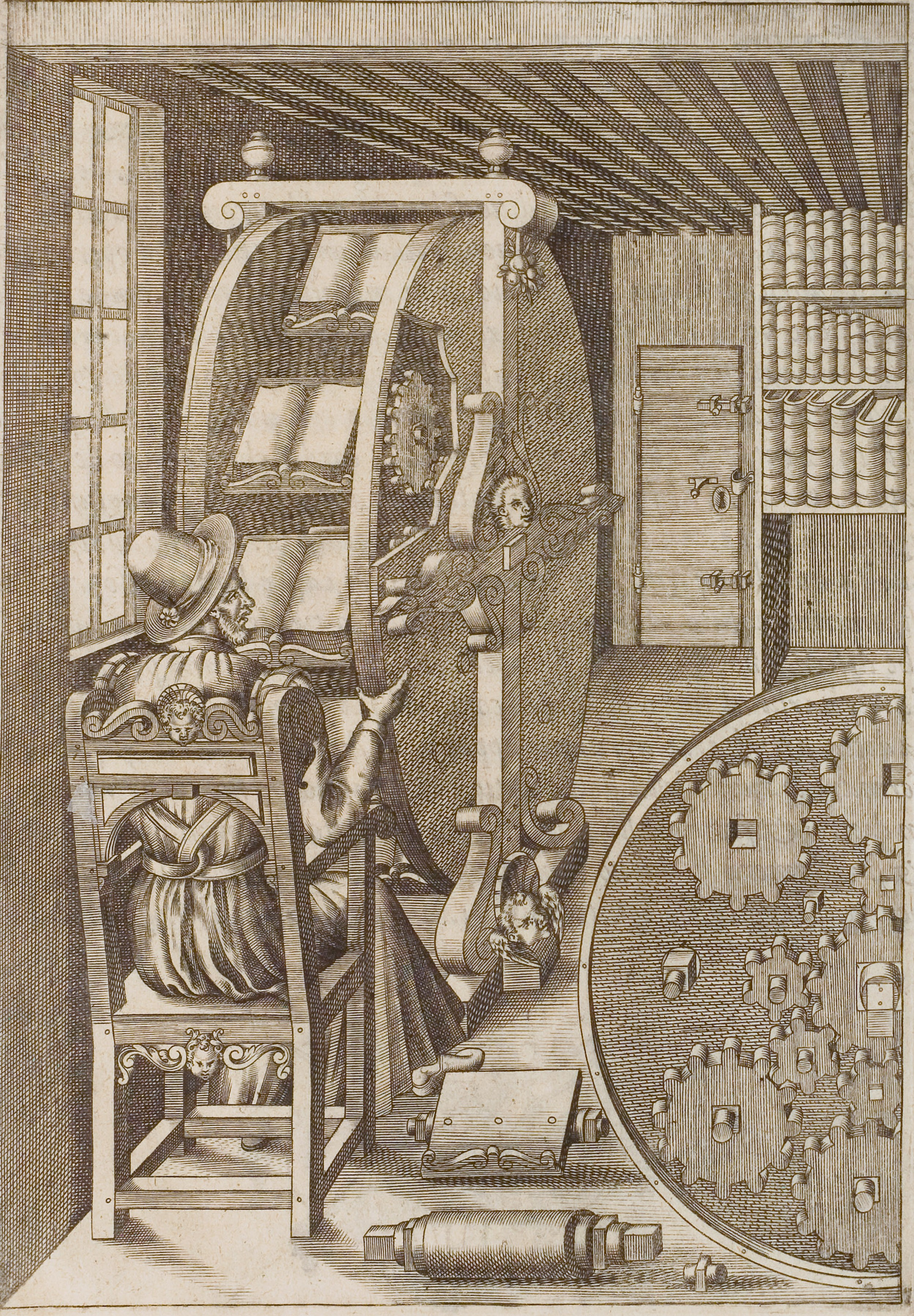
Bücherrad aus dem Maschinenbuch von Agostino Ramelli zum zeitgleichen Lesen verschiedener Werke

Als Maschinenbücher (lat. Theatrum machinarum) werden die in Europa ab Mitte des 16. Jahrhunderts bis Anfang des 18. Jahrhunderts gedruckten Bücher bezeichnet, die mittels großformatiger Abbildungen in Form von Holzschnitten oder detailreichen Kupferstichen und mit teilweise relativ wenig Text technische Apparaturen und Erfindungen darstellen. Die aufwendige Gestaltung ist ein Indiz dafür, dass es sich zunächst um Druckwerke handelt, die von einer wohlhabenden Käuferschicht zum Zwecke der Unterhaltung und Zerstreuung angeschafft wurden. Es ging in der Frühphase der Literaturgattung eher nicht darum, Anleitungen zum Nachbau der Geräte zu publizieren. Ab dem siebzehnten Jahrhundert finden sich in den Werken von Leonhard Christoph Sturm und Jacob Leupold detailreiche technische Zeichnungen, die einen Nachbau ermöglichen. Insofern handelt es sich bei den späten Maschinenbüchern um Vorläufer der Literatur zum Maschinenbau. Vorläufer der Maschinenbücher waren die Handschriften mit technischer Thematik des ausgehenden Mittelalters und der Renaissance etwa von Konrad Kyeser, Taccola und Leonardo da Vinci.
In den frühen Werken der Gattung werden sowohl funktionierende Maschinen beschrieben als auch neu erdachte und utopische Gerätschaften, deren Realisierbarkeit zum Teil bezweifelt werden konnte – beispielsweise Perpetua mobilia. Vor allem im Barock trat im Zuge eines sich wandelnden Wissenschaftsverständnisses eher die Machbarkeit in den Vordergrund und das Maschinenbuch entwickelte sich vom technischen Schaubuch zum technischen Fachbuch.
Die Autoren waren Techniker, Architekten und interessierte Laien.

Titelkupfer des Maschinenbuchs von V. Zonca

Ungefähr 25 Werke gelten heute als sehr wertvoll und selten. Die Bibliothek des Deutschen Museums verfügt weltweit über die vermutlich umfassendste Sammlung dieser Form der frühen technischen Literatur.
Beispiele:
- Agostino Ramelli: Le Diverse Et Artificiose Machine…, 1588. Digitalisat der deutschen Ausgabe von 1620 der ThULB Jena
- Jacques Besson: Theatrum instrumentorum et machinarum; 1571/2. Digitalisat der Ausgabe von 1582 der SLUB Dresden
- Jean Errard: Le premier livre des instruments mathématiques méchaniques, 1584. Digitalisat der Bibliothek des Deutschen Museums
- Vittorio Zonca: Novo teatro di machine et edificii, 1607. Digitalisat der HAB Wolfenbüttel
- Salomon de Caus: Von Gewaltsamen bewegungen, 1615. Digitalisat
- Jacobus Strada: Kunstliche Abriß allerhand Wasser- Wind- Roß- und Handt Mühlen, 1617. Digitalisat  der SLUB Dresden
- Fausto Veranzio: Machinae novae Fausti Verantii Siceni, 1615. Digitalisat der Bayerischen Staatsbibliothek
- Giovanni Branca: Le machine, 1629. Digitalisat Exemplar der Bibliothek des Deutschen Museums
- Georg Andreas Böckler: Theatrum machinarum novum, 1673. Digitalisat der HAB Wolfenbüttel
- Leonhard Christoph Sturm: Vollständige Mühlen Baukunst, 1718. Digitalisat der Bayerischen Staatsbibliothek
- Jacob Leupold: Theatrum Machinarum Generale, 1724. Digitalisat der HAB Wolfenbüttel